# Adenophora borealis
Adenophora borealis är en klockväxtart som beskrevs av Hong De-Yuan och Yi Zhi Zhao. Adenophora borealis ingår i släktet kragklockor, och familjen klockväxter. Inga underarter finns listade i Catalogue of Life.